# Mountain Dew
Mountain Dew (em Português, "Orvalho da montanha") é um refrigerante não-alcoólico, de característica cor verde-limão (diferenciando de outras bebidas), fabricada pela PepsiCo nos Estados Unidos e que voltou a ser vendida no Brasil no começo de novembro de 2015.

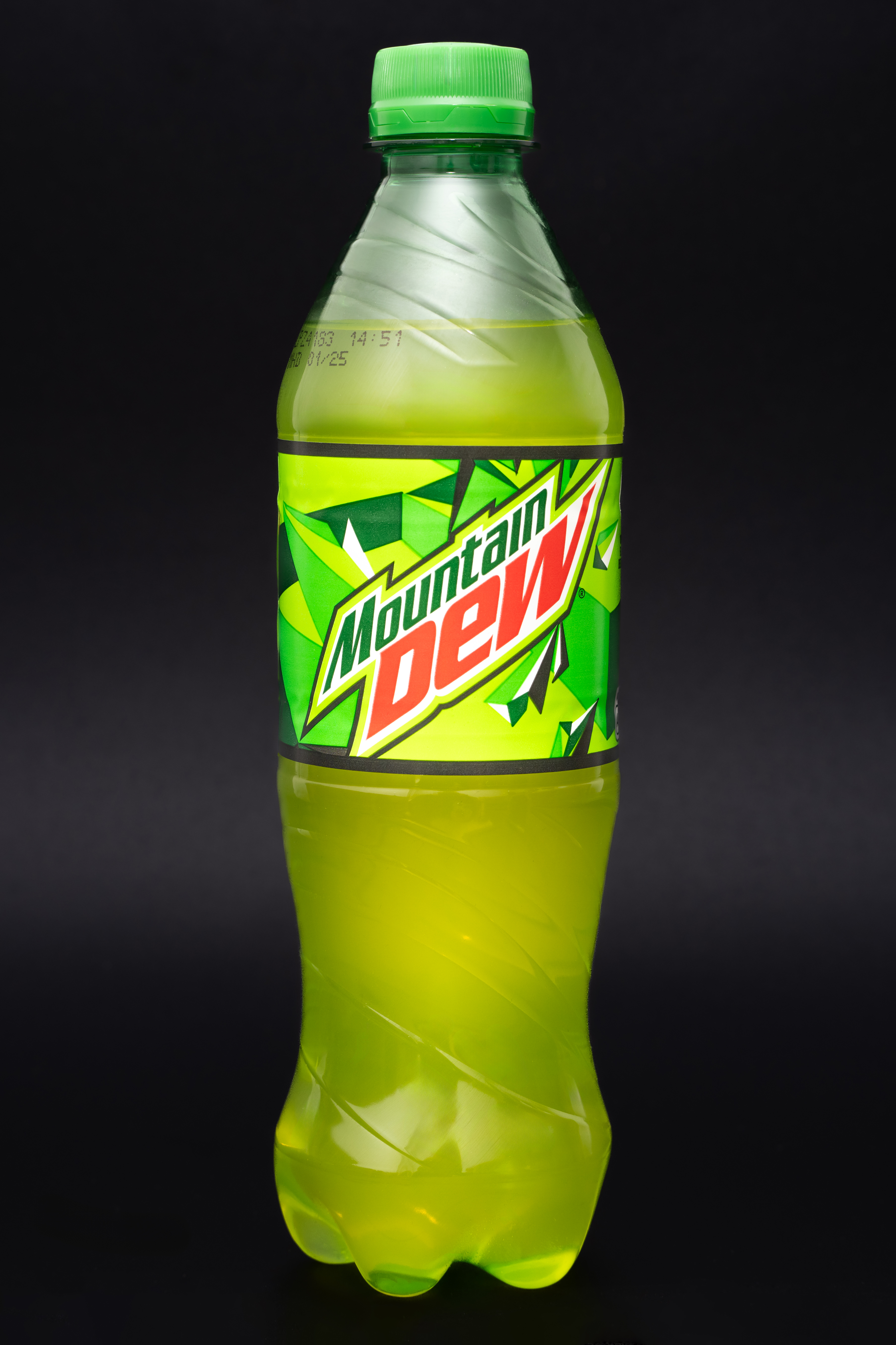

Mountain Dew foi lançado pela PepsiCo na cidade estadunidense de Marion, Virgínia no ano de 1964. No Brasil, seu lançamento ocorreu no início dos anos 1980 com uma comercialização restrita a teste por alguns meses, sendo retirado da linha de fabricação sem maiores esclarecimentos, o que gerou diversas especulações à época. Foi testado décadas depois pela PepsiCo em região restrita ao Estado de São Paulo, na cidade de Campinas em 2002 mas, novamente, sem o retorno esperado, sua venda foi descontinuada e o produto não entrou no projeto de diversificação da empresa no Brasil, iniciado no mesmo ano com o lançamento da Pepsi Twist. Uma das ações de marketing da empresa para divulgar o Mountain Dew foi a contratação da banda punk campineira Muzzarelas para realizar alguns shows promocionais.
Para divulgar a bebida nos EUA, a PepsiCo já utilizou atletas e atores de cinema/TV locais, entre eles Steven Seagal (vídeo disponível no YouTube). Naquele país, a marca com sabor cítrico é bastante popular.
Com a volta das vendas no Brasil no começo de Novembro de 2015, a PepsiCo convidou alguns skatistas brasileiros (inclusive Luan de Oliveira) para promover a marca.

## Composição
O refrigerante é composto de água gaseificada, açúcar, suco de laranja e limão, cafeína, ácido cítrico, sorbato de potássio e benzoato de sódio, ácido ascórbico, EDTA Cálcio dissódico e tartrazina.